# 生物学科
生物学科（せいぶつがっか、department of biology）とは、大学等において生物学の研究と教育を行う学科である。大学によっては、生物科学科、生命科学科、生命工学科といった名前が付けられている場合もある。

## 生物学科を設置する日本の大学
- 北海道大学 理学部 生物科学科
- 弘前大学 農学生命科学部 生物学科
- 東北大学 理学部 生物学科
- 筑波大学 生命環境学群 生物学類
- 埼玉大学 理学部 分子生物学科、生体制御学科
- 東京大学 理学部 生物学科
- お茶の水女子大学 理学部 生物学科
- 千葉大学 理学部 生物学科
- 富山大学 理学部 生物学科
- 静岡大学 理学部 生物科学科
- 大阪大学 理学部 生物科学科
- 神戸大学 理学部 生物学科
- 島根大学 生物資源科学部 生物科学科
- 岡山大学 理学部 生物学科
- 広島大学 理学部 生物科学科
- 高知大学 理工学部 生物科学科
- 九州大学 理学部 生物学科
- 大阪公立大学 理学部 生物科学科
- 石巻専修大学 理工学部 生物科学科
- 北里大学 理学部 生物科学科
- 東海大学 生物学部 生物学科
- 神奈川大学 理学部 理学科 生物コース
- 東邦大学 理学部 生物学科 生物分子科学科
- 甲南大学 理工学部 生物学科
- 安田女子大学 理工学部 生物科学科
- 中部大学 応用生物学部 環境生物科学科
- 日本女子大学 理学部 物質生物科学科

## 生物学科に類似した学科を設置する大学・学部

### 応用生物学科を設置する大学・学部
詳しくは、応用生物科学科 を参照
- 信州大学 繊維学部 応用生物科学科
- 秋田県立大学 生物資源科学部 応用生物科学科
- 東洋大学 生命科学部 応用生物科学科
- 東京工科大学 応用生物学部 応用生物学科
- 東京理科大学 創造理工学部 応用生物科学科
- 東京農工大学 農学部 応用生物科学科

類似
- 秋田大学 総合環境理工学部 応用化学生物学科  生物学コース

### 生命科学科を設置する大学・学部
- 岩手大学 農学部 生命科学科
- 秋田大学 理工学部 生命科学科
- 九州大学 医学部 生命科学科
- 兵庫県立大学 理学部 生命科学科
- 県立広島大学 生命環境学部 生命科学科
- 千葉工業大学 先進工学部 生命科学科
- 学習院大学 理学部 生命科学科
- 芝浦工業大学 システム理工学部 生命科学科
- 中央大学 理工学部 生命科学科
- 帝京科学大学 生命環境学部 生命科学科
- 東洋大学 生命科学部 生命科学科
- 明治大学 農学部 生命科学科
- 東京都立大学 理学部 生命科学科
- 関西学院大学 理工学部 生命科学科（2021年、生命環境学部生物科学科へ改組）
- 近畿大学 理工学部 生命科学科
- 摂南大学 理工学部 生命科学科
- 倉敷芸術科学大学 生命科学部 生命科学科
- 九州産業大学 生命科学部 生命科学科

#### 生命科学科に類似した学科・コースを設置する大学・学部
- 立教大学 理学部 生命理学科
- 名古屋大学 理学部 生命理学科
- 京都工芸繊維大学 工芸科学部 生命物質科学域
- 京都産業大学 生命科学部 先端生命科学科 産業生命科学科
- 日本大学 文理学部 物理生命システム科学科
- 城西大学 理学部 化学・生命科学科
- 法政大学 生命科学部 生命機能学科
- 京都産業大学 総合生命科学部 生命システム学科
- 高知工科大学 環境理工学群 生命科学専攻
- 福岡工業大学 工学部 生命環境科学科
- 神戸女学院大学 生命環境学部 生命環境学科 生命科学領域

### 応用生命科学科を設置する大学・学部
- 崇城大学 生物生命学部 応用生命科学科
- 東京薬科大学 生命科学部 応用生命科学科
- 新潟薬科大学 応用生命科学部 応用生命科学科
- 東京薬科大学 生命科学部 分子生命科学科

#### 応用生命科学科に類似した学科・コースを設置する大学・学部
- 静岡県立大学 食品栄養科学部 環境生命科学科
- 大阪公立大学農学部 応用生物科学科
- 静岡理工科大学 理工学部 物質生命科学科
- 明治大学 理工学部 電気電子生命学科
- 岐阜大学 応用生物科学部 応用生命科学課程　→　応用生命化学科に
- 宮崎大学 農学部 農学科 応用生命化学コース
- 京都先端科学大学 バイオ環境学部 応用生命科学科

### 海洋生物学科・水産学科／コース
- 北海道大学 水産学部 海洋生物科学科、増殖生命科学科
- 岩手大学 農学部 動物科学・水産科学科 水産システム学コース（旧食料生産環境学科 水産システム学コース）
- 東北大学 農学部 生物生産科学科 海洋生物科学コース
- 東京海洋大学 海洋生命科学部 海洋生物資源学科
- 東京海洋大学 海洋資源環境学部 海洋環境科学科
- 三重大学 生物資源学部 生物圏生命科学科、海洋生物資源学科
- 京都大学 農学部 資源生物科学科 海洋生物環境学分野
- 広島大学 生物生産学部 水圏統合科学プログラム 水産生物科学プログラム
- 高知大学 農林海洋科学部 海洋資源科学科
- 長崎大学 水産学部 水産学科
- 宮崎大学 農学部 農学科 海洋生命科学コース（旧海洋生物環境科学科）
- 鹿児島大学 水産学部 水産学科
- 琉球大学 理学部 海洋自然科学科
- 東京農業大学 生物産業学部 アクアバイオ学科
- 北里大学 海洋生命科学部 海洋生命科学科
- 日本大学 生物資源科学部 海洋生物資源科学科
- 福井県立大学 海洋生物資源学部 海洋生物資源学科
- 近畿大学 農学部 水産学科
- 福山大学 生命工学部 海洋生物科学科
- 東海大学 海洋学部 海洋生物学科
- 東海大学 生物学部 海洋生物科学科
- 水産大学校 生物生産学科
- 金沢大学 理工学域 生命理工学類（2018年度に設置）海洋生物資源コース
- 石巻専修大学 理工学部 生物科学科 海洋生物コース

### バイオサイエンス学科を設置する大学・学部
詳しくは、バイオサイエンス学科を参照
- 東海大学 農学部 バイオサイエンス学科
- 帝京大学 理工学部 バイオサイエンス学科は、総合理工学科 環境バイオテクノロジーコースに改組
- 東京農業大学 生命科学部 バイオサイエンス学科、分子生命化学科、分子微生物学科
- 東邦大学 理学部 生命圏環境科学科
- 長浜バイオ大学 バイオサイエンス学部 バイオサイエンス学科、アニマルバイオサイエンス学科、コンピューターバイオサイエンス学科
- 京都学園大学 バイオ環境学部 バイオ環境デザイン学科、バイオサイエンス学科
- 近畿大学 農学部 応用生命化学科、バイオサイエンス学科
- 神戸女学院大学 人間科学部 環境・バイオサイエンス学科
- 国際基督教大学 教養学部 アーツ・サイエンス学科
- 神奈川工科大学 応用バイオ科学部 応用バイオ科学科、栄養生命科学科
- 金沢工業大学 バイオ・化学部 応用バイオ学科 を生命・応用バイオ学科に変更

### 生物や生命の名称をもつ学科を設置する大学・学部

#### 薬学系で生命の生命の名称をもつ学科
- 名古屋市立大学 薬学部 生命薬科学科
- 東北医科薬科大学 薬学部 生命薬科学科
- 北里大学 薬学部 薬学部 生命創薬科学科
- 東京理科大学 薬学部 生命創薬科学科
- 明治薬科大学 薬学部 生命創薬科学科
- 千葉科学大学 薬学部 生命薬科学科
- 武庫川女子大学 薬学部 健康生命薬科学科
- 九州保健福祉大学 薬学部 動物生命薬科学科

#### 生命医科学科を設置する大学・学部
- 関西学院大学 理工学部 生命医化学科（2021年、生命環境学部生命医科学科へ改組）
- 倉敷芸術科学大学 生命医科学科、生命動物科学科
- 九州保健福祉大学 生命医科学部 生命医科学科
- 早稲田大学 先進理工学部 生命医科学科
- 東京薬科大学 生命医科学科
- 立命館大学 生命科学部 生命医科学科
- 同志社大学 生命医科学部 医生命システム学科
- 中部大学 生命健康科学部 生命医科学科

生命医科学コースを設置する大学・学部
- 岩手大学 農学部 生命科学科 分子生命医科学コース　（2025年度から）

#### 自然科学科で生物・生命学コースを設置する大学・学部
- 大阪大学 工学部 応用自然科学科 応用生物工学コース
- 東京都市大学 知識工学部 自然科学科 分子科学コース/生命科学コース
- 東京大学教養学部 統合自然科学科統合生命科学コース
- 広島大学 総合科学部 総合科学科 生命科学科目群/自然環境科学科目群
- 京都先端科学大学 バイオ環境学部 生物環境科学科

#### その他で生物・生命学コースを設置する大学・学部
- 東京都立大学 都市教養学部 都市教養学科 理工学系生命科学コース
- 岡山理科大学 生物地球学部 生物地球学科（植物・園芸学や動物・昆虫学、恐竜・古生物学コースなど）
- 長崎総合科学大学 総合情報学部 総合情報学科生命環境工学コース

#### 生物化学科を設置する大学・学部
- 東京大学 理学部 生物化学科、生物情報科学科
- 山口大学 理学部 生物・化学科
- 岡山理科大学 理学部 基礎理学科、生物化学科、臨床生命科学科

### 理学科・理工学科で生物・生命学コースを設置する大学・学部
理学科・理工学科等
詳しくは、理学科、理工学科を参照
- 山形大学 理学部 理学科 生物学コース
- 茨城大学 理学部 理学科 生物科学コース
- 新潟大学 理学部 理学科 生物学プログラム
- 富山大学 理学部 生物圏環境科学科
- 信州大学 理学部 理学科 生物学コース
- 京都大学 理学部 理学科 生物科学系
- 熊本大学 理学部 理学科 生物学コース
- 横浜市立大学 理学部 理学科 生物学系・融合系科目群
- 東京電機大学 理工学部 理工学科 生命科学系
- 関東学院大学 理工学部 理工学科 生命科学コース
- 群馬大学 理工学部 総合理工学科
- 大分大学 理工学部 共創理工学科 自然科学コース（生命科学，物質科学，地球科学など）
- 明星大学 理工学部 総合理工学科 生命科学・化学系/環境・生態学系
- 国士舘大学 理工学部 理工学科 基礎理学系(生命科学など）
- 創価大学 理工学部 共生創造理工学科 生命理工学領域(細胞生物学、分子生物学、ゲノム情報科学, バイオテクノロジー 等)/環境理工学領域(多様性生物学、生態圏科学 等)

### 生物工学科・生命工学科・化学・バイオ工学科等を設置する大学・学部
生物工学科・生命工学科
- 福山大学 生命工学部 生物工学科
- 前橋工科大学 工学部 生物工学科
- 富山県立大学 工学部 生物工学科
- 立命館大学 生命科学部 生物工学科、生命情報学科
- 東京理科大学 基礎工学部 生物工学科
- 芝浦工業大学工学部 物質化学課程 化学・生命工学コース
- 近畿大学 生物理工学部 生物工学科、遺伝子工学科、システム生命科学科
- 東京科学大学 生命理工学院 生命理工学系
- 東京農工大学 工学部 生命工学科
- 島根大学 生物資源科学部 生命工学科
- 山梨大学 生命環境学部 生命工学科
- 富山大学 工学部 生命工学科
- 岐阜大学 工学部 化学・生命工学科
- 奈良女子大学 理学部 化学生命環境学科
- 桐蔭横浜大学 医用工学部 生命医工学科
- 金沢大学 理工学域 生命理工学類（2018年度に設置）生命システムコース（旧自然システム学類 生物学コース）
- 上智大学 理工学部 物質生命理工学科
- 関西大学 化学生命工学部 生命・生物工学科
- 大阪工業大学 工学部 生命工学科
- 北海学園大学 工学部 生命工学科
- 早稲田大学 先進理工学部 電気・情報生命工学科
- 北九州市立大学 国際環境工学部 環境生命工学科
- 長岡技術科学大学 工学部 生物機能工学課程
- 室蘭工業大学 理工学部 システム理化学科
- 豊橋技術科学大学 工学部 環境・生命工学課程（4系）
- 北九州市立大学 国際環境工学部 生命工学科

化学生命学科
- 高知大学 化学生命理工学科
- 岩手大学 理工学部 化学・生命理工学科
- 横浜国立大学 理工学部 化学・生命系学科
- 東京大学 工学部 化学生命工学科
- 名古屋大学 工学部 化学生命工学科
- 鹿児島大学 工学部 化学生命工学科、情報生体システム工学科
- 岡山大学 工学部 工学科 化学生命系
- 青山学院大学 理工学部 化学・生命科学科

化学・バイオ学科
- 東北大学 工学部 化学・バイオ工学科
- 山形大学 工学部 化学・バイオ工学科
- 静岡大学 工学部 化学バイオ工学科
- 鳥取大学 工学部 化学バイオ系学科
- 広島大学 工学部 第三類（化学・バイオ・プロセス系）
- 大阪市立大学 工学部 化学バイオ工学科
- 八戸工業大学 工学部 バイオ環境工学科
- 金沢大学 理工学域 生命理工学類（2018年度に設置）バイオ工学コース（旧自然システム学類 バイオ工学コース）
- 新潟工科大学 工学部 工学科 機械・素材科学系 化学バイオコース

生命化学科
詳しくは、生命化学科を参照
- 鹿児島大学 理学部 生命化学科
- 埼玉工業大学 工学部 生命環境化学科
- 工学院大学 先進工学部 生命化学科
- 東海大学 工学部 生命化学科
- 同志社大学 理工学部 機能分子・生命化学科
- 福井大学 工学部 物質・生命化学科
- 熊本大学 工学部 物質生命化学科
- 早稲田大学 先進理工学部 化学・生命化学科
- 東京工芸大学 工学部 生命環境化学科
- 神奈川大学 工学部 物質生命化学科
- 九州工業大学 情報工学部 生命化学情報工学科
- 甲南大学 フロンティアサイエンス学部 生命化学科

応用化学科
詳しくは、応用化学科を参照
- 名古屋工業大学 工学部 生命・応用化学科
- 岡山理科大学 工学部 バイオ・応用化学科
- 公立千歳科学技術大学 理工学部 応用化学生物学科

その他
- 前橋工科大学 工学部 生命情報学科、システム生体工学科
- 電気通信大学 情報理工学域 III類（理工系）
- 慶應義塾大学 理工学部 生命情報学科
- 茨城大学 工学部 物質科学工学科
- 九州大学 工学部 物質科学工学科
- 群馬大学 理工学部 化学・生物化学科
- 近畿大学 工学部 生物化学工学科
- 近畿大学 産業理工学部 生物環境化学科
- 崇城大学 生物生命学部 応用微生物工学科

### 農学部に属するもの
北海道大学農学部
- 1992年4月1日 農学科、農業生物学科、農芸化学科を生物資源科学科、応用生命科学科、生物機能化学科に改めた
- 2012年4月1日 農業工学科を生物環境工学科に名称変更した

弘前大学農学生命科学部
- 2008年4月1日：農学生命科学部学科改組により生物学科・分子生命科学科・生物資源学科・園芸農学科・地域環境工学科を設置

岩手大学 農学部
- 2000年4月 農学部4学科（農林生産学科・応用生物学科・農業生産環境工学科・獣医学科）を3学科（農業生命科学科・農林環境科学科・獣医学科）に改組
- 2007年4月 3学科を5課程（農学生命課程、応用生物化学課程、共生環境課程、動物科学課程、獣医学課程）に改組
- 2016年から植物生命科学科, 応用生物科学科ほかの4学科に改組、2025年に3学科に改組

山形大学 農学部
- 2014年4月 農学部生物生産学科、生物資源学科、生物環境学科の3学科を改組し、食料生命環境学科の1学科に

東北大学農学部
- 1992年(平成4年)4月 農学部改組。生物生産科学科、応用生物化学科の2学科に

茨城大学 農学部
- 2000年4月 農学部を生物生産科学科，資源生物科学科などの3学科に改組
- 2017年度から、食生命科学科を含む2学科に改組

筑波大学生命環境学群
- 1994年（平成6年）農林学類から生物資源学類に改称し発足

宇都宮大学 農学部
- 1991年4月 生物生産科学科含め4学科からなる10大講座、2附属施設に改組
- 2013年4月、生物資源科学科及び応用生命化学科の2学科設置，生物生産科学科廃止

東京農工大学農学部
- 生物生産学科 応用生物科学科開設

東京大学農学部
- 1994年から課程制に変更、応用生命科学課程ほか

千葉大学園芸学部
- 平成19年4月 園芸学部・大学院を改組の際、農芸化学科を応用生命化学科に変更

山梨大学 生命環境学部
- 2012年発足、生命工学科ほか

新潟大学 農学部
- 平成29年4月 農学部にこれまであった農業生産科学科、応用生物化学科、生産環境科学科を改組し、農学科（5主専攻プログラム）の1学科に。これにより生物等の名称をもつ学科は消滅。

信州大学 農学部
- 2015年4月1日 それまでの食料生産科学科、森林科学科、応用生命科学科を農学生命科学科1学科に改組

静岡大学 農学部
- 1998年4月に人間環境科学科が増設され、人間環境科学科・生物生産科学科・森林資源科学科・応用生物化学科で8大講座に改組
- 2006年4月には、共生バイオサイエンス学科、環境森林科学科、応用生物化学科で5大講座に改組
- 2016年4月に、生物資源科学科、応用生命科学科の2学科に改組

名古屋大学農学部
- 2006年（平成18年）4月資源生物環境学科、応用生物科学科を生物環境科学科、資源生物科学科、応用生命科学科に改組

岐阜大学 応用生物科学部
- 課程制時代、応用生命科学課程と生産環境科学課程があったが、2025年度から応用生命化学科、食農生命科学科、生物圏環境学科に

三重大学 生物資源学部
- 生物圏生命科学科、海洋生物資源学科など4学科あり、資源循環学科に農林生物学教育コースがある

京都大学 農学部
- 1995年4月 それまで農学部にあった10学科を生物生産科学科、生物機能科学科及び生産環境科学科の3学科に改組
- 2001年4月 農学部3学科を資源生物科学科、応用生命科学科、食品生物科学科を含む6学科に改組

神戸大学農学部
- 2008年4月 学部改組を行い、資源生命科学科, 生命機能科学科を含む3学科に

広島大学 生物生産学部
- 1979年 生物生産学科 開設

鳥取大学 農学部
- 1999年 4月 農林総合科学科を生物資源環境学科に改組
- 2017年 4月 生物資源環境学科（2講座）を生命環境農学科（1講座）に改組

島根大学 生物資源学部
- 3つの学科があり、生命科学科の他には環境共生科学科に環境生物学コースがある

香川大学 農学部
- 平成18年（2006年）4月1日 生物生産学科、生物資源食糧化学科、生命機能科学科を1学科に改組し、応用生物科学科を設置

徳島大学 生物資源産業学部
- 2016年 生物資源産業科学部を新設し生物資源産業学科が開設

高知大学 農林海洋科学部
- 農林資源環境科学科の他に、海洋資源科学科に海洋生物生産学コース、海底資源環境学コース、海洋生命科学コース

愛媛大学 農学部
- 平成28年（2016年） 4月 それまで1学科だった生物資源学科を，生命機能学科，生物環境学科などに改組

山口大学農学部
- 1991年（平成3年） 農学科、農芸化学科を生物資源科学科に改組
- 2001年（平成13年） 生物資源科学科を生物資源環境科学科、生物機能科学科に改組

九州大学農学部
- 1998年4月1日 それまでの農学部9学科を生物資源環境学科の1学科に改組

佐賀大学 農学部
- 1988年4月設置した生物生産学科、応用生物科学科を2006年改組し、応用生物科学科、生物環境科学科、生命機能科学科を設置
- 2019年から生物資源科学科の1学科制に改組

宮崎大学 農学部
- 平成22年4月 生物環境科学科、応用生物科学科など5学科を改組し、応用生物科学科、海洋生物環境学科などの6学科に再編したが、2025年度から動植物資源生命科学コース、海洋生命科学コース、応用生命化学コースなどがある農学科に改組

鹿児島大学 農学部
- 2016年度から、旧3学科を新たに改組、食料生命科学科他3学科として再出発

琉球大学 農学部
- 2009年4月1日 生物生産学科、生産環境学科、生物資源科学科を改組し、亜熱帯生物資源科学科を含め4学科設置

秋田県立大学生物資源科学部
- 1999年開学 応用生物科学科、生物生産科学科、生物環境科学科開設

石川県立大学 生物資源環境学部
- 生産科学科に生物資源管理系

福井県立大学 生物資源学部
- 1992年開学。生物資源学科を設置

大阪公立大学農学部
- 応用生命科学科を設置する大学・学部、自然科学科で生物・生命学コースを設置する大学・学部 の項を参照

京都府立大学生命環境学部
- 1997年4月 農学部農学科を生物生産科学科に、林学科を森林科学科に、農芸化学科を生物資源化学科に
- 2008年4月 農学部を生命環境学部に改組し、生命分子化学科、農学生命科学科など発足

滋賀県立大学環境科学部
- 平成20年 4月（2008年） 学科再編 環境生態学科･生物資源管理学科

県立広島大学 生命環境学部
- 生命科学科がある

酪農学園大学 農食環境学群
- 1960年 酪農学園大学酪農学部酪農学科発足。以降4学科が次々設置される
- 2011年4月 酪農学部を農食環境学群に改組。環境共生学類ほかの4学類が発足

北里大学獣医学部
- 昭和56年（1981年） 獣医畜産学部に畜産土木工学科を増設
- 平成11年（1999年） 畜産土木工学科が生物生産環境学科と名称変更
- 平成19年（2007年） 獣医畜産学部を獣医学部に改組。獣医畜産学部にあった生物生産環境学科を獣医学部生物環境科学科に改組

東京農業大学生物産業学部
- 1989年のオホーツクキャンパス開設に際し設置された学部開設時、生物生産学科を設置
- 2006年にアクアバイオ学科が新設

東京農業大学農学部
- 2006年 バイオセラピー学科開設
- 2018年度 生物資源開発学科開設

東京農業大学応用生物科学部
- 1998年の学部改組時に、バイオサイエンス学科設置
- 1998年 農芸化学科を生物応用化学科へ

東京農業大学生命科学部
- 2017年に応用生物科学科を一部改組して設置事に新設
- バイオサイエンス学科は、応用生物科学部に既存であった学科が移籍する形で設置される。 ただし一部の研究室は新設である。
- 分子生命化学科および分子微生物学科は完全新設

日本大学生物資源科学部
- 2009年4月 農芸化学科を生命化学科に、食品科学工学科を食品生命学科にそれぞれ名称変更
- 1996年4月 学部を改組時、農業工学科を生物環境工学科に名称変更
- 2015年4月 くらしの生物学科設置 植物資源科学科を生命農学科に名称変更

玉川大学 農学部
- 1949年に現在の大学制度となってから農学科（後に生物資源学科）1学科から1964年に農芸化学科（後に生命化学科）設置、2004年に生物環境システム学科が新設。2017年に生産農学科|環境農学科|先端食農学科 に改組し現在学科名称に生物や生命が付く学科はない

名城大学 農学部
- 1999（平成11年4月）農学部改組 生物資源学科・応用生物化学科の2学科体制。
- 2005（平成17年4月）農学部改組 生物資源学科・応用生物化学科・生物環境科学科の3学科体制

中部大学応用生物学部
- 2001年（平成13年） 応用生物学部設置し、応用生物化学科、環境生物科学科を開設

龍谷大学 農学部
- 2015年（平成27年） 農学部を設置 資源生物科学科 植物生命科学科を含む4学科を開設

近畿大学 農学部
- 応用生命化学科の他、2019年4月、バイオサイエンス学科から名称変更した生物機能科学科がある

長浜バイオ大学 バイオサイエンス学部
- バイオサイエンス学科を設置する大学・学部 の項を参照

京都学園大学 バイオ環境学部
- バイオサイエンス学科を設置する大学・学部 の項を参照

東海大学
- バイオサイエンス学科を設置する大学・学部 の項を参照

### 応用昆虫学が学べる大学・学部／大学院
京都大学
- 農学部 資源生物科学科／大学院農学研究科 応用生物科学専攻、地域環境科学専攻【昆虫生態学】
- 理学部 理学科 生物科学系／大学院理学研究科 生物科学専攻／生態学研究センター【昆虫生態学】

九州大学
- 農学部 生物資源環境学科 生物資源生産科学コース／大学院生物資源環境科学府 資源生物科学専攻／大学院農学研究院 附属生物的防除研究施設【分類学】
- 共創学部 共創学科／大学院地球社会統合科学府 地球社会統合科学専攻【分類学】
- 熱帯農学研究センター【害虫防除】

岡山大学
- 農学部 総合農業科学科 環境生態学コース／大学院環境生命科学研究科 生命環境学専攻【総合的害虫管理、進化生物学】

大阪公立大学
- 農学部 緑地環境科学科／大学院農学研究科 緑地環境科学専攻

東京農工大学
- 農学部 応用生物科学科／大学院農学府 農学専攻【生態学、生化学、生理学】

玉川大学
- 農学部 生産農学科 昆虫科学領域／大学院農学研究科 資源生物学専攻／学術研究所 ミツバチ科学研究センター【昆虫利用、生態学】

神戸大学
- 農学部 生命機能科学科 環境生物学コース／大学院農学研究科 生命機能科学専攻【分類学、生態学】

香川大学
- 農学部 応用生物科学科 環境科学コース／大学院農学研究科 応用生物・希少糖科学専攻【昆虫生態学】

愛媛大学
- 農学部 食料生産学科 農業生産学コース／大学院農学研究科 食料生産学専攻【分類学】

宮崎大学
- 農学部 植物生産環境科学科／大学院農学研究科 生物生産科学専攻【害虫防除】

三重大学
- 生物資源学部 資源循環学科 農業生物学教育コース／大学院生物資源学研究科 資源循環学専攻【生態学】

高知大学
- 農林海洋科学部 農林資源環境科学科／大学院総合人間自然科学研究科 農学専攻【害虫防除】

長崎大学
- 熱帯医学研究所／大学院医歯薬学総合研究科 新興感染症病態制御学系専攻【病原害虫防除】

北海道大学
- 農学部生物資源科学科・大学院農学院生物資源科学分野昆虫体系学／農学部応用生命科学科・大学院農学院応用生命科学分野応用分子昆虫学／総合博物館 資料基礎研究系 昆虫体系学【分類学】

### それ以外に属するもの
環境科学
詳しくは、環境科学科、環境システム学科を参照
- 福岡女子大学 国際文理学部 環境科学科
- 立正大学 地球環境科学部 環境システム学科

栄養学
詳しくは、栄養学科を参照
- 静岡県立大学 栄養生命科学科
- 福山大学 生命工学部 生命栄養科学科

食品科学
詳しくは、食品科学科を参照
- 静岡県立大学 食品栄養科学部 食品生命科学科
- 麻布大学 生命・環境科学部 食品生命科学科
- 広島工業大学 生命学部 食品生命科学科

### 教育学部・教員養成課程として生物学の専攻を置く大学・学部
- 早稲田大学教育学部 理学科 生物学専修

### 応用生物化学科（農芸化学科）を置く大学・学部
農芸化学科 の大学・学部
- 明治大学農学部
- 高知大学農林海洋科学部（物部キャンパス）- 2016年度（平成28年度）に設置 生産環境管理学領域 農芸化学科 として再設置
- 東京農業大学応用生物科学部 - 農学部の再編で名称変更されたが、2018年4月より生物応用化学科が名称再変更

応用生物(生命)化学科 の大学・学部
- 岩手大学農学部 応用生物化学科 - 農学科第二部として盛岡高等農林学校時代から。
- 東北大学農学部 応用生物化学科
- 宇都宮大学農学部 応用生命化学科 - 宇都宮高等農林学校時代から。
- 筑波大学生命環境学群 生物資源学類応用生命化学コース - 東京教育大学時代に農学部農芸化学科
- 千葉大学園芸学部 応用生命化学科 - 千葉高等園芸学校時代から。
- 新潟大学農学部 応用生物化学科 - 新潟県立農林専門学校 (旧制) 時代から。
- 日本大学生物資源科学部 生命化学科 - 農獣医学部時代は農芸化学科
- 名城大学農学部 応用生物化学科/生物資源学科/生物環境科学科
- 中部大学応用生物学部 応用生物化学科/環境生物科学科
- 近畿大学農学部 (奈良キャンパス) 応用生命化学科

その他・コース名
- 北海道大学農学部 生物機能化学科 - 東北帝国大学農科大学時代から。
- 弘前大学農学生命科学部 分子生命科学科
- 東京大学農学部 生命化学・工学専修 - 駒場農学校, 東京帝国大学時代から設置されていたが、現在は同校が課程制に移行のため消滅
- 東京大学農学部 応用生命科学課程
- 東京農工大学#農学部 生物生産学科（動物生産系科目動物生化学、植物生産系遺伝子細胞工学）/ 応用生物科学科（生物機能化学講座/分子生命化学講座）/ 環境資源科学科（環境物質科学分野他） - 東京高等農林学校時代の1946年（昭和21年）4月農芸化学科を新設
- 信州大学農学部 農学生命科学科（生命機能科学コース、動物資源生命科学コース、植物資源科学コース）
- 静岡大学農学部 生物資源科学科（植物バイオサイエンスコース、木質科学コース）/ 応用生命科学科
- 名古屋大学農学部 応用生命科学科
- 名古屋大学農学部 生物環境科学科/資源生物科学科/応用生命科学科
- 岐阜大学応用生物科学部 応用生物科学科 応用生命科学課程 分子生命科学コース/食品生命科学コース - 岐阜高等農林学校時代から。
- 三重大学生物資源学部 生物圏生命科学科 応用生命化学教育コース - 農学部生物資源学科時代から
- 京都大学農学部 応用生命科学科 資源生物科学科 - 京都帝国大学時代から（農林化学科）
- 神戸大学農学部 生命機能科学科 応用生命化学コース - 兵庫県立農科大学、神戸大学農学部 資源生命科学科時代から。
- 広島大学生物生産学部 生物生産学科 分子細胞機能学コース
- 岡山大学農学部 総合農業科学科 農芸化学コース（他は 応用植物科学コース、応用動物科学コース、環境生態学コース） (PDF)
- 島根大学生物資源科学部 生命工学科
- 鳥取大学農学部 生物資源環境学科 農芸化学コース - 鳥取高等農業学校時代から。
- 香川大学農学部 応用生物科学科 生物資源機能化学コース - 香川県立農科大学時代から。
- 愛媛大学農学部 生命機能学科/生物環境学科/応用生命化学専門教育コース
- 高知大学 土佐さきがけプログラム生命・環境人材育成コース
- 徳島大学生物資源産業学部
- 山口大学農学部 生物機能科学科
- 九州大学農学部 生物資源環境学科 応用生物科学コース（応用生命化学、食糧化学工学の各分野） - 九州帝国大学時代から。
- 佐賀大学農学部 応用生物科学科/生命機能科学科/生物環境科学科
- 宮崎大学農学部 応用生物科学科
- 鹿児島大学農学部 食料生命科学科（食品機能科学・食環境制御科学・焼酎発酵・微生物科学の各コース） - 鹿児島高等農林学校時代から[1]。
- 琉球大学農学部 亜熱帯生物資源科学科
- 秋田県立大学生物資源科学部 応用生物科学科/生物生産科学科
- 福井県立大学生物資源学部 生物資源学科
- 石川県立大学生物資源学部 生産科学科/環境科学科/食品科学科
- 大阪公立大学理学部 応用生命科学科 - 大阪農業専門学校 (旧制)時代から。
- 京都府立大学生命環境学部 生物資源化学科 生命分子化学科 - 京都府立農林専門学校 (旧制) 時代から。
- 県立広島大学生命環境学部 生命科学科
- 東京農業大学 (オホーツクキャンパス) 生物産業学部 食香粧化学科/生物生産学科/アクアバイオ学科
- 東京農業大学生命科学部バイオサイエンス学科
- 東京農業大学生命科学部分子生命化学科
- 東京農業大学生命科学部分子微生物学科
- 酪農学園大学農食環境学群 環境共生学類
- 北里大学獣医学部 生物環境科学科
- 日本大学生物資源科学部 応用生物科学科
- 玉川大学農学部 先端食農学科 食品科学領域（旧農学部生命化学科→生物資源学科/生物環境システム学科から）
- 龍谷大学農学部 植物生命科学科/資源生物科学科
- 倉敷芸術科学大学生命科学部 生命科学科
- 崇城大学生物生命学部 応用微生物工学科/応用生命科学科

### 応用生物化学に関する大学院専攻科を擁する日本の大学
国公立
- 北海道大学大学院総合化学院 総合化学専攻 生物化学コース
- 北海道大学大学院環境科学院 環境起学専攻/生物圏科学専攻/環境物質科学専攻
- 北海道大学大学院地球環境科学研究院
- 北海道大学大学院大学院生命科学院
- 東京農業大学（オホーツクキャンパス）大学院生物産業学研究科 生物生産学専攻
- 岩手大学大学院農学研究科 農学生命専攻/応用生物化学専攻/バイオフロンティア専攻
- 秋田県立大学大学院生物資源科学研究科 生物資源科学専攻
- 山形大学大学院農学研究科 生物生産学専攻/生物資源学専攻
- 東北大学大学院農学研究科 応用生命科学専攻/生物産業創成科学専攻
- 東北大学大学院生命科学研究科 分子生命科学専攻/生態システム生命科学専攻
- 京都大学大学院農学研究科 農学専攻/応用生物科学専攻/応用生命科学専攻
- 京都大学大学院生命科学研究科 統合生命科学専攻
- 京都府立大学大学院生命環境科学研究科 応用生命科学専攻
- 大阪公立大学大学院農学研究科 応用生命科学専攻
- 兵庫県立大学大学院環境人間学研究科 人間環境部門
- 奈良先端科学技術大学院大学バイオサイエンス研究科 バイオサイエンス専攻
- 神戸大学大学院農学研究科 生命機能科学専攻
- 広島大学大学院生物圏科学研究科 生物機能開発学専攻/環境循環系制御学専攻/生物資源科学専攻
- 広島大学大学院統合生命科学研究科 統合生命科学専攻（学術院生物工学ユニット／学術院生物環境基礎生物学／学術院生命科学ユニット／学術院生命医科学ユニット）
- 県立広島大学大学院総合学術研究科 生命システム科学専攻
- 山口大学大学院農学研究科 生物資源科学専攻
- 鳥取大学大学院農学研究科 生命資源科学専攻/国際乾燥地科学専攻
- 島根大学大学院生物資源科学研究科 生物生命科学専攻
- 香川大学総合生命科学研究センター
- 香川大学大学院農学研究科 生物資源利用学専攻/希少糖科学専攻
- 愛媛大学大学院農学研究科 応用生命化学専門教育コース
- 愛媛大学大学院連合農学研究科 生物資源生産学専攻/生物資源利用学専攻
- 高知大学大学院総合人間自然科学研究科 農学専攻
- 九州大学大学院農学研究院 生命機能科学専攻
- 佐賀大学大学院農学研究科 生物資源科学専攻/応用生物科学専攻
- 宮崎大学大学院農学研究科 生物生産科学専攻/水産科学専攻/応用生物科学専攻
- 鹿児島大学大学院農学研究科 生物生産学専攻/生物資源化学専攻/生物環境学専攻
- 琉球大学大学院農学研究科 亜熱帯農学専攻

私立
- 立命館大学生命科学研究科 生命科学専攻
- 長浜バイオ大学大学院バイオサイエンス研究科 バイオサイエンス専攻
- 近畿大学大学院農学研究科 応用生命化学専攻/バイオサイエンス専攻

## 応用生物化学科（農芸化学科）を置く高等学校
日本の農業に関する学科設置高等学校一覧
- 岡山県立津山東高等学校 - 高等学校設置時に農芸化学科を置くが1973年（昭和48年）の入学者より、農芸化学科を食品製造科に科名変更。
- 岡山県立高松農業高等学校 - 岡山県立高松農業高等学校に統合時農芸化学科を設置。1973年4月に農芸化学科を食品製造科と改称
- 高知県立高知農業高等学校 - 1973年（昭和48年）4月1日 - 農芸化学科を食品化学科に改称。
- 岩手県立大船渡農業高等学校
- 岩手県立盛岡農業高等学校 - 2004年（平成16年） 3月31日 - 農業科・園芸科・畜産科・生活科学科・林業科・農芸化学科を廃止
- 愛知県立安城農林高等学校 - 通常課程・農業課程農芸化学科1学級設置
- 京都府立綾部高等学校東分校 - 全日制で農業科・園芸科・農芸化学科が設置されている
- 山口県立田布施農工高等学校 - 1962年（昭和37年）4月 - 醸造科・家庭科の募集を停止し、農芸化学科・生活科を設置するが1994年（平成6年）4月 - 農業科・農芸化学科・生活科の募集を停止し、生物生産科・食品科学科・生活科学科を設置
- 福岡県立嘉穂中央高等学校 - 1962年（昭和37年）農芸化学科を設置するが1989年（平成元年） 制服変更。農業畜産科を農業技術科へ改称し農芸化学科も食品化学科へと改称
- 滋賀県立野洲高等学校 - 農業高時代の1964年（昭和39年）農芸化学科を設置
- 三重県立明野高等学校 - 農業高時代の1957年4月農芸化学科が設置される
- 岐阜県立岐阜農林高等学校 - 1957年に農産製造科を廃止し、農芸化学科を新設
- 徳島県立城西高等学校 - 農業高時代の1974年4月1日に農芸化学科、神山分校農林科の募集を停止。食品科、造園土木科を設置
- 鳥取県立米子南高等学校 - 農業高時代の1961年（昭和36年）農業科農蚕課程（2学級）を「農業科（1学級）」と「農芸化学科（1学級）」に改編

## 生物系学科を持つ日本国外の大学

### 生物学科を持つアジアの大学
以下は、ABETの用語「農業生物工学」、「バイオシステム工学」、「生物工学」、または同様の名前のプログラムで学士号（BSまたはBSEまたはBE / B.Tech）を提供する既知の学術プログラムのリストです。ABETは、応用科学、コンピューティング、工学、および工学技術の分野における大学および大学のプログラムを認定しています。日本の農業工学については農業工学科も参照
| 機関                                                                        | 部門                                                                               | Webサイト                                                                                        | Email                 |
| --------------------------------------------------------------------------- | ---------------------------------------------------------------------------------- | ------------------------------------------------------------------------------------------------ | --------------------- |
| インド タミルナードゥ農業大学                                               | 農業生物工学                                                                       | https://sites.google.com/a/tnau.ac.in/aecrikum/ https://sites.google.com/a/tnau.ac.in/aecri-cbe/ | taylost at auburn.edu |
| CCSハリヤナ農業大学、インド・ヒサル                                         | 農業生物工学                                                                       | hau.ernet.in/coaet/coaet.php                                                                     |                       |
| ケーララ農業大学 農業工学部ケラッパジ校 (KCAET)                             | 農業生物工学                                                                       | kcaet.ac.in/                                                                                     |                       |
| Nims大学、インド・ジャイプール                                              | 農業生物工学                                                                       |                                                                                                  |                       |
| IITカラグプル                                                               | 農業生物工学                                                                       | www.agri.iitkgp.ernet.in/                                                                        |                       |
| Tribhuvan大学工学研究所Purwanchalキャンパス、ダーハン、ネパール             | 農業生物工学                                                                       | www.ioepc.edu.np                                                                                 |                       |
| 北東地域科学技術研究所、インド                                              | 農業生物工学                                                                       | www.nerist.ac.in                                                                                 |                       |
| Acharya NG Ranga農業大学、インド、バパトラ                                  | 農業生物工学および技術                                                             | www.caebapatla.co.in                                                                             |                       |
| パンジャブ農業大学、ルディアナ、パンジャブ、インド                          | 農業生物工学                                                                       | www.pau.edu/                                                                                     |                       |
| GBパン農業技術大学パントナガル                                              | 農業生物工学                                                                       | www.gbpuat.ac.in/                                                                                |                       |
| ナガランド大学                                                              | 農業生物工学および技術                                                             | www.nagauniv.org/                                                                                |                       |
| 中国農業大学                                                                | 農業生物工学                                                                       | english.cau.edu.cn/col/col5470/index.html                                                        |                       |
| 中国北西部農林大学                                                          | 農業用土および水工学                                                               | en.nwsuaf.edu.cn/                                                                                |                       |
| 上海ジアトン大学、中国                                                      | バイオエンジニアリング 食品科学および工学                                          | en.sjtu.edu.cn/academics/undergraduate-programs/                                                 |                       |
| 西安交通大学、中国                                                          | エネルギー・電力工学                                                               | nd.xjtu.edu.cn/web/English.htm                                                                   |                       |
| 雲南農業大学、中国                                                          | 農業用水土エンジニアリング                                                         | www.at0086.com/YUNNAU                                                                            |                       |
| 浙江大学                                                                    | バイオシステム工学と食品科学                                                       | www.caefs.zju.edu.cn/en/index.asp                                                                |                       |
| オディシャ農業技術大学                                                      | 農業生物工学                                                                       | www.ouat.ac.in/ [リンク切れ]                                                                     |                       |
| Sam Higginbottom農業技術大学、アラハバード、インド                          | 農業、水、資源、食料、エネルギー工学                                               | shuats.edu.in/                                                                                   |                       |
| マレーシアプトラ大学、マレーシア                                            | 農業およびバイオシステム工学                                                       |                                                                                                  |                       |
| インドネシア共和国スマトラ州工科大学                                        | バイオシステム工学                                                                 | tb.itera.ac.id/                                                                                  |                       |
| インドネシアボゴール農業大学                                                | 機械およびバイオシステム工学、食品科学および技術、農業産業技術、土木および環境工学 | http://fateta.ipb.ac.id/                                                                         |                       |
| インドネシアガジャマダ大学                                                  | 農業およびバイオシステム工学                                                       | tep.tp.ugm.ac.id/                                                                                |                       |
| フィリピン南東大学                                                          | 農業生物工学                                                                       | www.usep.edu.ph/                                                                                 |                       |
| バングラデシュ農業大学                                                      | 農業生物工学および食品工学                                                         | web.archive.org/web/20140222161010/www.bau.edu.bd/Agril-Engg-Technology                          |                       |
| シレット農業大学                                                            | 農業生物工学および技術                                                             | www.hstu.ac.bd/                                                                                  |                       |
| Hajee Mohammad Danesh科学技術大学、バングラデシュ、Dinajpur                 | 農業生物工学                                                                       | www.hstu.ac.bd/                                                                                  |                       |
| ベンガルール農業科学大学、カルナータカ州・インド                            | 農業生物工学                                                                       | www.uasbangalore.edu.in                                                                          |                       |
| ライチュール農業科学大学、インド・カルナータカ州、                          | 農業生物工学                                                                       | uasraichur.edu.in/index.php/en/                                                                  |                       |
| 南フィリピンアグリビジネスおよび海洋水産技術大学、Digos City、Davao del Sur | 農業生物工学                                                                       | web.archive.org/web/20140621043717/www.spamast.edu.ph/index.php/en/                              |                       |
| ザビエル大学 - アテネオデカガヤン、カガヤンデオロ市、フィリピン             | 農業生物工学                                                                       | www.xu.edu.ph/                                                                                   |                       |
| Khyber Pakhtunkhwa工科大学、ペシャワールパキスタン                          | 農業生物工学、土壌水分保全工学、農業機械                                           | www.uetpeshawar.edu.pk/                                                                          |                       |
| ベンガルールキングモンクット工科大学ラドクラバン（KMITL）、バンコク、タイ   | 農業生物工学                                                                       | agrieng.kmitl.ac.th/                                                                             |                       |
| セントラルミンダナオ大学 - マラマグ、ブキドノン                             | 農業生物工学                                                                       | www.cmu.edu.ph/                                                                                  |                       |
| RAMRAJATALAエンジニアリング学部                                             | HOWRAH農業機器                                                                     | www.asagroups.com/                                                                               |                       |
| セントラルルソン州立大学（CLSU）                                            | 農業およびバイオシステム工学                                                       | www.cenclsu.ph/                                                                                  |                       |
| PJTS農業大学、ハイデラバード                                                | 農業生物工学                                                                       | www.pjtsau.ac.in                                                                                 |                       |
| バハワルディンザクリヤ大学ムルタン、パキスタン（BZU）                       | 農業生物工学                                                                       | www.bzu.edu.pk/                                                                                  |                       |
| マレーシア大学、マレーシア                                                  | バイオシステム工学                                                                 |                                                                                                  |                       |
| シンド農業大学タンドジャーム                                                | 農業生物工学                                                                       | sau.edu.pk                                                                                       |                       |

### 生物学科を持つ北アメリカの大学
| 機関                           | 部門                           | Webサイト | Email                         |
| ------------------------------ | ------------------------------ | --- | ----------------------------- |
| オーバーン大学                 | バイオシステム工学             | www.eng.auburn.edu/ | auburn.edu de taylost         |
| カルポリ大サンルイスオビスポ校 | バイオリソースと農業生物工学   | www.brae.calpoly.edu/ | ksolomon at calpoly.edu       |
| クレムソン大学                 | バイオシステム工学             | www.clemson.edu/majors/biosystems-engineering/                                                                              | clemson.edu@jjacks4           |
| コーネル大学                   | 生物学および環境工学           | bee.cornell.edu/ | baa7 at cornell.edu           |
| ダルハウジー大学               | 工学部（農業キャンパス）       | www.dal.ca | Dal.Ca de@Cathy.Wood          |
| フロリダA&M大学                | 生物システム工学               | www.famu.edu/cesta/main/index.cfm/academic-programs/undergraduate-programs/biological-and-agricultural-systems-engineering/ |                               |
| アイオワ州立大学               | 農業およびバイオシステム工学   | www.abe.iastate.edu/ | iastate.edu                   |
| カンザス州立大学               | 生物学および農業生物工学       | www.bae.ksu.edu/home | contact-l at bae.ksu.edu      |
| ルイジアナ州立大学             | 生物学および農業生物工学       | www.bae.lsu.edu | agcenter.lsu.edu              |
| マギル大学                     | バイオリソース工学科           | www.mcgill.ca/bioeng/ | mcgill.ca@valerie.orsat       |
| ミシガン州立大学               | バイオシステムと農業生物工学   | www.egr.msu.edu/bae/ | egr.msu.edu@srivasta          |
| ミシシッピ州立大学             | 農業および生物工学             | www.abe.msstate.edu | jpote at mafes.msstate.edu    |
| ノースカロライナ州立大学       | 生物学および農業生物工学       | www.bae.ncsu.edu/ | ncsu.edu de robert_evans      |
| ノースカロライナ農業技術大学   | 化学生物バイオ工学部           | www.ncat.edu/ | ncat.edu de@sbknisle          |
| ノースダコタ州立大学           | 農業およびバイオシステム工学   | www.ndsu.edu/aben/ | ndsu.edu de                   |
| オハイオ州立大学               | 食品、農業および生物工学       | fabe.osu.edu | shearer.95 at osu.edu         |
| オクラホマ州立大学             | バイオシステムと農業生物工学   | biosystems.okstate.edu | okstate.edu@daniel.thomas     |
| オレゴン州立大学               | 生物生態工学部                 | bee.oregonstate.edu/ | oregonstate.edu de john.bolte |
| ペンシルバニア州立大学         | 農業およびバイオシステム工学   | abe.psu.edu/ | hzh at psu.edu                |
| パデュー大学                   | 農業および生物工学             | www.purdue.edu/abe | purdue.edu de engelb          |
| サウスダコタ州立大学           | 農業およびバイオシステム工学   | www.sdstate.edu/abe/ | Van.Kelley at sdstate.edu     |
| テキサスA&M大学                | 生物学および農業生物工学       | baen.tamu.edu/ | baen.tamu.edu                 |
| アリゾナ大学                   | 農業およびバイオシステム工学   | cals.arizona.edu/abe | u.arizona.edu de tarunda      |
| アーカンソー大学               | 生物学および農業生物工学       | www.baeg.uark.edu/ | uark.edu de lverma            |
| カリフォルニア大学デイビス校   | 生物学および農業生物工学       | bae.engineering.ucdavis.edu/ rhciedrahita at ucdavis.edu                                                                    |                               |
| フロリダ大学                   | 農業および生物工学             | www.abe.ufl.edu/ | ufl.edu                       |
| ジョージア大学                 | 生物学および農業生物工学       | www.engr.uga.edu | engr.uga.edu                  |
| イリノイ大学                   | 農業および生物工学             | abe.illinois.edu/ | Illinois.edu de kcting        |
| ケンタッキー大学               | バイオシステムと農業生物工学   | jokko.bae.uky.edu/BAEHome.asp                                                                                               | uky.edu de sue.nokes          |
| ネブラスカ大学リンカーン校     | 生物システム工学               | bse.unl.edu | mriley3 at unl.edu            |
| マニトバ大学                   | バイオシステム工学             | umanitoba.ca/ | headbio at cc.umanitoba.ca    |
| ミネソタ大学                   | バイオ製品とバイオシステム工学 | www.bbe.umn.edu/ | umn.edu de                    |
| ミズーリ大学                   | 生物工学                       | bioengineering.missouri.edu/                                                                                                | missou.edu@TanJ               |
| サスカチュワン大学             | バイオシステム工学と土壌科学   | www.engr.usask.ca | usask.ca@Pat.Hunchak          |
| テネシー大学                   | バイオシステム工学＆土壌科学   | bioengr.ag.utk.edu | edrumm at utk.edu             |
| ウィスコンシン大学             | 生物システム工学               | bse.wisc.edu/ | wisc.edu de bse               |
| ラヴァル大学                   | GénieAgroenvironnemental       | |                               |
| ユタ州立大学                   | 生物工学                       | be.usu.edu | usu.edu de ron.sims           |
| バージニア工科大学             | 生物システム工学               | www.bse.vt.edu | mltolfe at vt.edu             |

### 生物学科を持つ中央・南アメリカの大学
| 機関                                             | 部門                         | Webサイト                              |
| ------------------------------------------------ | ---------------------------- | -------------------------------------- |
| ナシオナルアグラリア大学 ラモリーナ、ペルー      | 農業生物工学部               | www.lamolina.edu.pe/facultad/agricola/ |
| メキシコ自治州チャピンゴ大学                     | 灌漑、土壌、植物科学部       | portal.chapingo.mx/irrigacion/         |
| メキシコ自治州アグラリアアントニオナロ、メキシコ | 農業生物工学                 | www.uaaan.mx/v3/                       |
| コスタリカ大学 コスタリカ                        | 農業およびバイオシステム工学 | ingagri.ucr.ac.cr/inicio               |
| コロンビア国立大学                               | 農業生物工学                 | www.ing.unal.edu.co/                   |
| ブラジル連邦共和国 グランデドラドス大学          | 農業生物工学                 | portal.ufgd.edu.br/                    |
| カンピナス大学 ブラジル                          | 農業生物工学                 | www.unicamp.br/unicamp/ [リンク切れ]   |
| ブラジル サンパウロ大学                          | バイオシステム工学           | www.leb.esalq.usp.br/                  |
| ブラジル連邦共和国 ヴィソーザ連邦大学            | 農業生物工学                 | www.dea.ufv.br/                        |
| ラヴラス連邦大学 ブラジル                        | エンジニアリング部門         |                                        |
| ブラジルペロタス連邦大学                         | エンジニアリングセンター     | wp.ufpel.edu.br/cea/                   |
| カトリック大学 チリ                              | 農学部および森林工学部       | agronomia.uc.cl/                       |
| コンセプシオン大学(CampusChillán)、チリ          | 農業生物工学                 | www.fiaudec.cl/                        |
| アルゼンチン大学ブエノスアイレス校               | 農学部(FAUBA)                | www.agro.uba.ar/                       |

### 生物学科を持つヨーロッパの大学
| 機関                                             | 部門                               | Webサイト                                                          |
| ------------------------------------------------ | ---------------------------------- | ------------------------------------------------------------------ |
| 農業生物工学大学（デンマーク）                   | 農業生物工学および技術             | eng.au.dk/                                                         |
| ギリシャ アテネ農業大学                          | 天然資源管理と農業生物工学         | www.aua.gr/                                                        |
| テッサロニキのアリストテレス大学 ギリシャ        | 水力学、土壌科学および農業生物工学 | www.agro.auth.gr/                                                  |
| トルコ アンカラ大学                              | 農業生物工学                       | agri.ankara.edu.tr                                                 |
| トルコ Akdeniz大学                               | 農業機械および技術工学             | web.archive.org/web/20140228023647/makina.ziraat.akdeniz.edu.tr/tr |
| アタチュルク大学 トルコ                          | 農業構造と灌漑                     | www.atauni.edu.tr                                                  |
| トルコのエゲ大学                                 | 農学部                             | agr.ege.edu.tr/                                                    |
| ETHチューリッヒ、スイス                          | 農業科学                           | www.ethz.ch/                                                       |
| ハラン大学 トルコ                                | 農業機械                           | ziraat.harran.edu.tr                                               |
| ハラン大学 トルコ                                | 農業構造と灌漑                     | ziraat.harran.edu.tr                                               |
| ナミクケマル大学 トルコ                          | 農業生物工学                       | ziraat-en.nku.edu.tr/                                              |
| イタリア ボローニャ大学                          | 農業生物工学および力学             | www.unibo.it/                                                      |
| スペイン カタルーニャ大学                        | 政治学部 農業生物工学              | www.upc.edu/                                                       |
| ライプニッツ大学ハノーバー校 ドイツ              | 水資源と環境管理                   | www.bgt-hannover.de/                                               |
| ドイツ ホーエンハイム大学                        | 農業生物工学研究所                 | www.uni-hohenheim.de/                                              |
| 英国 レディング大学                              | 農業生物工学                       | www.reading.ac.uk/                                                 |
| ベルギー リエージュ大学                          | Gemblouxアグロバイオテック、       | www.gembloux.ulg.ac.be/                                            |
| ゲント大学（ベルギー）                           | バイオサイエンス工学部             | www.ugent.be/bw/en                                                 |
| KUルーヴェン、ベルギー                           | バイオサイエンス工学部             | www.kuleuven.be/                                                   |
| ハンガリー Szent Istvan大学                      | 機械工学部生物系                   | www.gek.szie.hu                                                    |
| UCルーバン ベルギー                              | バイオサイエンス工学部             | www.uclouvain.be/en-agro.html/                                     |
| ポルトガル リスボン大学                          | Instituto Superior de Agronomia    | www.isa.utl.pt/                                                    |
| エヴォラ大学 ポルトガル                          |                                    |                                                                    |
| ポルトガル、アルガルヴェ大学                     | 科学技術学部                       | www.ualg.pt/home/en/curso/1459                                     |
| ポルトガル トラスオスモンテス大学 アルトドウロ校 | 農学                               | ecav.utad.pt/vPT/Area2/Departamentos/agronomia                     |
| オーストリア天然資源生命科学大学                 | 持続可能な農業システム             | www.boku.ac.at/                                                    |
| ダブリン大学、アイルランド                       | バイオシステム工学                 | www.ucd.ie/eacollege/biosystems/                                   |
| ハンガリー、デブレツェン大学                     | 農業生物工学                       | edu.unideb.hu/                                                     |

### 生物学科を持つオセアニアの大学
| 機関                                  | 部門                           | Webサイト       |
| ------------------------------------- | ------------------------------ | --------------- |
| 南クイーンズランド大学 オーストラリア | 健康工学部土木工学科農業工学系 | www.usq.edu.au  |
| フリンダース大学 オーストラリア       | コンピュータ理工学部農業工学系 | flinders.edu.au |